# Eurovision Song Contest 1961

Deltagande länder.

Eurovision Song Contest 1961, sändes lördag 18 mars 1961 från Palais des Festivals i Cannes, Frankrike, i och med att Frankrike hade vunnit året före med "Tom Pillibi" av Jacqueline Boyer. Värd för festivalen var Jacqueline Joubert. Kapellmästare var Franck Pourcel. Varje jury bestod av tio medlemmar, där varje medlem fick lägga en röst på sitt favoritbidrag.
På förhand hade den svenska tidningen Expressen riktat kritik mot tävlingen, och menade att det skulle vara för många att spela 16 bidrag efter varandra, och att en semifinal skulle vara på sin plats. Detta system infördes först 43 år senare, inför festivalen 2004.
Luxemburg vann detta år med låten Nous les amoureux framförd av Jean-Claude Pascal som även deltog i Eurovision Song Contest 1981, då han kom på elfte plats.

## Deltagande länder

### Dirigenter
- Spanien – Rafael Ferrer
- Monaco – Raymond Lefèvre
- Österrike – Franck Pourcel
- Finland – George de Godzinsky
- Jugoslavien – Jože Privšek
- Nederländerna – Dolf van der Linden
- Sverige – William Lind
- Västtyskland – Franck Pourcel
- Frankrike – Franck Pourcel
- Schweiz – Fernando Paggi
- Belgien – Francis Bay
- Norge – Øivind Bergh
- Danmark – Kai Mortensen
- Luxemburg – Léo Chauliac
- Storbritannien – Harry Robinson
- Italien – Gianfranco Intra

### Återkommande artister
| Artist          | Land    | Tidigare år | Tidigare placering |
| --------------- | ------- | ----------- | ------------------ |
| Bob Benny       | Belgien | 1959        | 6:e                |
| Nora Brockstedt | Norge   | 1960        | 4:e                |

## Resultat
| Nr | Land           | Artist             | Sång                        | Översättning | Språk          | Placering | Poäng |
| -- | -------------- | ------------------ | --------------------------- | ------------ | -------------- | --------- | ----- |
| 1  | Spanien        | Conchita Bautista  | Estando contigo             | —            | Spanska        | 9         | 8     |
| 2  | Monaco         | Colette Deréal     | Allons, allons les enfants  | —            | Franska        | 10        | 6     |
| 3  | Österrike      | Jimmy Makulis      | Sehnsucht                   | —            | Tyska          | 15        | 1     |
| 4  | Finland        | Laila Kinnunen     | Valoa ikkunassa             | —            | Finska         | 10        | 6     |
| 5  | Jugoslavien    | Ljiljana Petrović  | Neke davne zvezde           | —            | Serbokroatiska | 8         | 9     |
| 6  | Nederländerna  | Greetje Kauffeld   | Wat een dag                 | —            | Nederländska   | 10        | 6     |
| 7  | Sverige        | Lill-Babs          | April, april                | —            | Svenska        | 14        | 2     |
| 8  | Västtyskland   | Lale Andersen      | Einmal sehen wir uns wieder | —            | Tyska1         | 13        | 3     |
| 9  | Frankrike      | Jean-Paul Mauric   | Printemps, avril carillonne | —            | Franska        | 4         | 13    |
| 10 | Schweiz        | Franca di Rienzo   | Nous aurons demain          | —            | Franska        | 3         | 16    |
| 11 | Belgien        | Bob Benny          | September, gouden roos      | —            | Nederländska   | 15        | 1     |
| 12 | Norge          | Nora Brockstedt    | Sommer i Palma              | —            | Norska         | 7         | 10    |
| 13 | Danmark        | Dario Campeotto    | Angelique                   | —            | Danska         | 5         | 12    |
| 14 | Luxemburg      | Jean-Claude Pascal | Nous les amoureux           | —            | Franska        | 1         | 31    |
| 15 | Storbritannien | The Allisons       | Are You Sure?               | —            | Engelska       | 2         | 24    |
| 16 | Italien        | Betty Curtis       | Al di là                    | —            | Italienska     | 5         | 12    |

1 Innehållar en vers på franska.

## Omröstningen
Omröstningen blev dramatisk detta år. Luxemburg tog ledningen efter först omgången, vilken övertogs av Schweiz i den andra, och Storbritannien i den tredje. I den fjärde omröstningen registrerades fel poäng till Storbritannien, då de av Danmark fick fyra poäng för mycket. Detta upptäcktes först när tre omgångar återstod, då Luxemburg gick förbi, och höll ifrån till tävlingens slut. Den svenska tidningen Aftonbladet gav omröstningen kritik i efterhand och menade att den hade varit "virrig".
| Röster (→) Bidrag (↓) | Totalt | IT | UK | LU | DK | NO | BE | CH | FR | DE | SE | NL | YU | FI | AT | MC | ES |
| --------------------- | ------ | -- | -- | -- | -- | -- | -- | -- | -- | -- | -- | -- | -- | -- | -- | -- | -- |
| Spanien               | 8      |    | 1  |    |    | 2  |    |    | 2  |    | 1  | 1  |    |    |    | 1  |    |
| Monaco                | 6      |    | 1  |    |    |    |    | 1  |    |    |    |    |    | 3  |    |    | 1  |
| Österrike             | 1      |    | 1  |    |    |    |    |    |    |    |    |    |    |    |    |    |    |
| Finland               | 6      | 2  | 2  |    | 1  |    |    |    | 1  |    |    |    |    |    |    |    |    |
| Jugoslavien           | 9      |    | 1  |    | 1  |    |    | 1  | 2  |    |    | 1  |    |    | 3  |    |    |
| Nederländerna         | 6      | 2  |    |    |    |    |    |    | 1  | 1  |    |    | 2  |    |    |    |    |
| Sverige               | 2      |    |    |    |    |    |    |    | 2  |    |    |    |    |    |    |    |    |
| Västtyskland          | 3      |    |    |    | 1  |    |    |    |    |    | 1  |    |    |    | 1  |    |    |
| Frankrike             | 13     |    | 2  | 1  |    |    |    |    |    | 4  | 1  |    |    | 1  |    | 2  | 2  |
| Schweiz               | 16     | 2  | 2  |    |    |    |    |    |    |    | 4  | 2  | 1  |    | 2  | 2  | 1  |
| Belgien               | 1      |    |    | 1  |    |    |    |    |    |    |    |    |    |    |    |    |    |
| Norge                 | 10     |    |    |    | 1  |    | 5  |    |    |    |    |    | 1  | 2  |    |    | 1  |
| Danmark               | 12     |    |    |    |    | 8  |    |    |    |    | 2  | 1  |    | 1  |    |    |    |
| Luxemburg             | 31     | 3  |    |    | 1  |    |    | 1  | 1  | 5  | 1  | 1  | 5  | 3  | 4  | 4  | 2  |
| Storbritannien        | 24     | 1  |    | 8  | 1  |    | 1  | 7  |    |    |    | 3  |    |    |    |    | 3  |
| Italien               | 12     |    |    |    | 4  |    | 4  |    | 1  |    |    | 1  | 1  |    |    | 1  |    |